# Chișcău
Chișcău – wieś w Rumunii, w okręgu Bihor, w gminie Pietroasa. W 2011 roku liczyła 701 mieszkańców.